# Stevie Ray
Lane Steven Huffman (født 22. august 1958), bedre kendt under sit ringnavn Stevie Ray, er en amerikansk wrestler, der er bedst kendt for at være den ene del af tagteamet Harlem Heat med sin lillebror Booker T (Booker Huffman) i World Championship Wrestling. Harlem Heat vandt WCW World Tag Team Championship 10 gange, hvilket er en rekord. 